# Брајароукс (Тексас)
Брајароукс (енгл. Briaroaks) град је у америчкој савезној држави Тексас. По попису становништва из 2010. у њему је живело 492 становника.

## Демографија
Према попису становништва из 2010. у граду је живело 492 становника, што је 1 (0,2%) становника мање него 2000. године.
| Група             | 2000.       | 2010.       |
| Белци             | 478 (97,0%) | 467 (94,9%) |
| Афроамериканци    | 0 (0,0%)    | 1 (0,2%)    |
| Азијати           | 0 (0,0%)    | 0 (0,0%)    |
| Хиспаноамериканци | 13 (2,6%)   | 24 (4,9%)   |
| Укупно            | 493         | 492         |